# Lepidochrysops quassi
Lepidochrysops quassi är en fjärilsart som beskrevs av Karsch 1895. Lepidochrysops quassi ingår i släktet Lepidochrysops och familjen juvelvingar. Inga underarter finns listade i Catalogue of Life.